# Le Quatrième
Pour plus de détails, voir Fiche technique et Distribution.
Le Quatrième (Четвёртый) est un film soviétique réalisé par Aleksandr Stolper, sorti en 1972,. C'est l'adaptation de la pièce de théâtre éponyme de Constantin Simonov écrite en 1961.

## Fiche technique
- Réalisation : Aleksandr Stolper
- Scénario : Aleksandr Stolper, Konstantin Simonov
- Photographie : Valentin Jelezniakov
- Musique : Yan Frenkel
- Décors : Mikhail Kartachov, Ganna Ganevskaia
- Montage : Valentina Yankovskaïa
- Production : Mosfilm

## Distribution
- Vladimir Vyssotski : journaliste américain, ancien pilote
- Margarita Terekhova : Kat
- Sergueï Chakourov : Dick
- Alexandre Kaïdanovski : Navigateur
- Sergueï Sazontiev : Deuxième pilote
- Youri Solomine : Charles Howard
- Tatiana Vassilieva : Betsy
- Māris Liepa : Jack Wheeler
- Armen Djigarkhanian : Guicciardi
- Juozas Budraitis : Ben Crow
- Mihai Volontir : Bonar
- Lev Dourov : Vandecker
- Zinaïda Slavina : veuve Guicciardi
- Lev Krougly : Teddy Frank